# Chaufour-lès-Bonnières
Chaufour-lès-Bonnières là một xã của Pháp, nằm ở tỉnh Yvelines trong vùng Île-de-France.
Người dân ở đây trong tiếng Pháp gọi là Chaufouriens.
Các xã giáp ranh gồm: La Villeneuve-en-Chevrie về phía đông, Lommoye về phía đông nam, Cravent về phía nam, Villegats về phía tây nam, Chaignes về phía tây và Blaru về hướng bắc.

## Thông tin nhân khẩu
| 1793 | 1800 | 1806 | 1821 | 1831 | 1836 | 1841 | 1846 | 1851 |
| ---- | ---- | ---- | ---- | ---- | ---- | ---- | ---- | ---- |
| 189  | 152  | 196  | 192  | 221  | 210  | 210  | 216  | 208  |

| 1856 | 1861 | 1866 | 1872 | 1876 | 1881 | 1886 | 1891 | 1896 |
| ---- | ---- | ---- | ---- | ---- | ---- | ---- | ---- | ---- |
| 212  | 215  | 208  | 214  | 196  | 170  | 173  | 190  | 182  |

| 1901 | 1906 | 1911 | 1921 | 1926 | 1931 | 1936 | 1946 | 1954 |
| ---- | ---- | ---- | ---- | ---- | ---- | ---- | ---- | ---- |
| 183  | 168  | 168  | 144  | 155  | 153  | 130  | 129  | 158  |

| 1962                                         | 1968 | 1975 | 1982 | 1990 | 1999 | - | - | - |
| -------------------------------------------- | ---- | ---- | ---- | ---- | ---- | - | - | - |
| 140                                          | 150  | 185  | 300  | 376  | 413  | - | - | - |
| Số liệu kể từ 1962 : dân số không tính trùng |      |      |      |      |      |   |   |   |

## Hành chính
| Danh sách các thị trưởng               |           |              |      |         |
| Giai đoạn                              | Giai đoạn | Tên          | Đảng | Tư cách |
| tháng 3 năm 2001                       | 2008      | Gérard Magne |      |         |
| Tất cả các dữ liệu trước đây không rõ. |           |              |      |         |